# 分水镇 (务川县)
分水镇，是中华人民共和国贵州省遵义市务川仡佬族苗族自治县下辖的一个乡镇级行政单位。
2016年1月29日，贵州省人民政府批复同意务川自治县部分乡镇行政区划调整，撤销分水乡，设置分水镇。

## 行政区划
分水镇下辖以下地区：
过江村、红明村、三星村、分水村、金华村、王武村、中坝村和天山村。